# بورگ‌هاوزن، التوتیگ
شهر بورگ‌هاوزن، التوتیگ در ایالت بایرن در کشور آلمان واقع شده است.